# Jambujufferduif
De jambujufferduif  (Ptilinopus jambu) is een kleine kleurrijke jufferduif die voorkomt op het schiereiland Malakka, Sumatra en Borneo. Het is een voor uitsterven gevoelige soort door ontbossing van het leefgebied.

## Kenmerken
De jambujufferduif is 23 tot 27 centimeter lang en weegt ongeveer 42 gram. Het is een vrij forse jufferduif met een smalle kop, een opvallende groene kleur, een witte oogring met een en oranje snavel en rode poten.
Het volwassen mannetje heeft een karmozijnrood gezicht met een zwarte kin, een ongestreept groen bovenlijf en een overwegend witte borst en buik. Op de borst zit een roze vlek en het onderste deel van de buik en de onderstaartdekveren zijn bruin. De kleuren van het vrouwtje zijn doffer. De jongen krijgen pas na 39 weken een volwassen verenpak.

## Leefwijze
De jambujufferduif is een schuwe, door camouflagekleuren onopvallende duif, die zich ophoudt in boomkronen. Ze worden meestal alleen of in paren gezien, maar kunnen in de buurt van bijvoorbeeld fruitbomen ook groepen vormen van rond de 17 exemplaren. De duif eet vijgen, klein fruit en bessen. Het eet het fruit direct van de boom, maar nuttigt ook fruit van de grond wanneer dat door neushoornvogels of apen naar beneden is gegooid. Deze duif zuigt het water op, net als bij de meeste andere duiven het geval is en vaak niet bij andere vogelsoorten.
Het mannetje markeert zijn territorium door zijn vleugels omhoog te houden, zijn bovenlichaam heen en weer te bewegen en te koeren. Wanneer de mededinger zijn territorium te dicht nadert, zal het reageren door snel te pikken.

## Voortplanting
Het vrouwtje bouwt het nest in een boom en maakt het van dunne twijgen, wortels en grassen die zijn verzameld door het mannetje. Ze legt een à twee witte eieren die ze in een tijd van twintig dagen uitbroedt. De jongen kunnen na twaalf tot enkele dagen meer vliegen.

## Verspreiding en leefgebied
Deze soort komt voor op Borneo, Malakka (schiereiland) en Sumatra. De jambujufferduif bewoont moerasgebieden van wortelbomen en laaggelegen regenwouden tot een hoogte van 1500 meter en komt verder voor in secundair bos.

## Status
De grootte van de populatie is niet gekwantificeerd. De omvangrijke ontbossing in Indonesië en Maleisië betekent voor deze soort jufferduif dat ze enigszins in hun voortbestaan bedreigd worden. Ze kunnen echter overleven in secundair bos, zodat hun status minder precair is dan soorten die van ongerept regenwoud afhankelijk zijn. De jambujufferduif staat als "gevoelige" soort op de Rode Lijst van de IUCN.